# Keechaka Vadham
Vous lisez un « bon article » labellisé en 2018.
Pour plus de détails, voir Fiche technique et Distribution.
Keechaka Vadham (en alphasyllabaire tamoul : கீசக வதம் ; littéralement : « Le Meurtre de Kichaka ») parfois écrit Keechak Vadham ou Keechakavadha, aussi connu sous le titre Keechak Vatham ou Keechakavatham, est un film muet indien produit, réalisé, filmé et monté par Rangaswamy Nataraja Mudaliar en 1916. Aujourd'hui perdu, ce premier film de l'histoire du cinéma d'Inde du Sud est tourné à Madras en cinq semaines dans le studio qu'il fonde pour l'occasion, la Indian Film Company.
Le scénario de Keechaka Vadham, co-écrit par l'acteur C. Rangavadivelu, est inspiré d'un épisode du Livre de Virata, le quatrième chant du Mahabharata. Il met l'accent sur la tentative du commandant Kichaka de courtiser Draupadi. Les rôles principaux sont joués par Raju Mudaliar et Jeevarathnam.
Keechaka Vadham est une réussite commerciale et reçoit des critiques positives. Le succès du film pousse R. Nataraja Mudaliar à réaliser d'autres films mythologiques, qui lui vaudront d'être considéré comme le père du cinéma tamoul. Ses œuvres ont notamment inspiré les réalisateurs indiens R.S. Prakash et J. C. Daniel.

## Synopsis
Le film comme son script étant perdus, il n'existe pas de description précise du scénario de Keechaka Vadham. Il est cependant établi qu'il s'inspire fidèlement de l'épisode bien connu du public indien relaté dans le deuxième livre du Livre de Virata, le quatrième chant du Mahabharata attribué à Vyasa. Titré en sanskrit कीचकवधपर्वा (Kīcakavadha parva), littéralement « Le livre du meurtre de Kichaka », il raconte l'histoire suivante,, : 
Dans leur treizième année d'exil, Draupadi et ses cinq maris, les Pandava, se cachent au royaume du roi Virata. Elle se déguise en femme de chambre au service de la reine Sudeshna sous le nom de Sairandhri tandis que ses maris obtiennent divers postes à la cour du roi. Kichaka, commandant de l'armée du roi et demi-frère de la reine, la remarque dans les appartements de sa demi-sœur et tente de la séduire, mais Sairandhri le repousse arguant qu'elle est déjà mariée.
Kichaka demande alors l'aide de Sudeshna qui lui envoie le jour même sa servante sous le prétexte de lui rapporter de l'hydromel. Sairandhri en pleurs et invoquant la protection divine arrive dans les appartements de Kichaka. Celui-ci la poursuit de ses assiduités et comme elle résiste, il la saisit par la main. Elle se dégage et alors qu'elle s'enfuit dans la salle du conseil, il la jette à terre, puis la frappe du pied sous les yeux de ses maris Yudhishthira et Bhima. De peur d'être découverts, ceux-ci n'interviennent pas.
Le soir venu, Draupadi se rend chez Bhima pour le supplier de venger son honneur bafoué. Il lui suggère de donner rendez-vous à Kichaka la nuit suivante dans le pavillon de danse déserté. Lorsque le commandant en chef arrive, pomponné et éperdu de désir, il tombe sur Bhima en rage. À l'issue de la lutte à mort qui s'ensuit, Bhima démembre Kichaka et en fait une boule de chair informe.
À la vue du cadavre de Kichaka, ses 105 frères, les Upakichaka, accusent Draupadi et décident de la brûler vive sur le bûcher funéraire de leur aîné. Les appels à l'aide de la malheureuse alertent Bhima qui accourt et les tue tous promptement.

## Fiche technique
- Titre : Keechaka Vadham / Keechak Vatham[5],[note 1]
- Réalisation : R. Nataraja Mudaliar
- Scénario : R. Nataraja Mudaliar assisté de C. Rangavadivelu d'après le Livre de Virata, le quatrième livre du Mahabharata
- Photographie et montage : R. Nataraja Mudaliar
- Production : R. Nataraja Mudaliar
- Société de production : Indian Film Company
- Pays d'origine :  Raj britannique
- Format : noir et blanc - muet - 35 mm
- Genre : Film mythologique
- Durée : long métrage (approximativement 100 minutes pour une longueur d'environ 6 000 pieds soit 1 800 m)
- Dates de sortie:
  -  Raj britannique : probablement début 1917 à Madras
  -  Raj britannique : début 1918 à l'Elphinstone Theatre de Madras

## Distribution
- Raju Mudaliar : Kichaka
- Jeevarathnam : Draupadi

## Production

### Développement

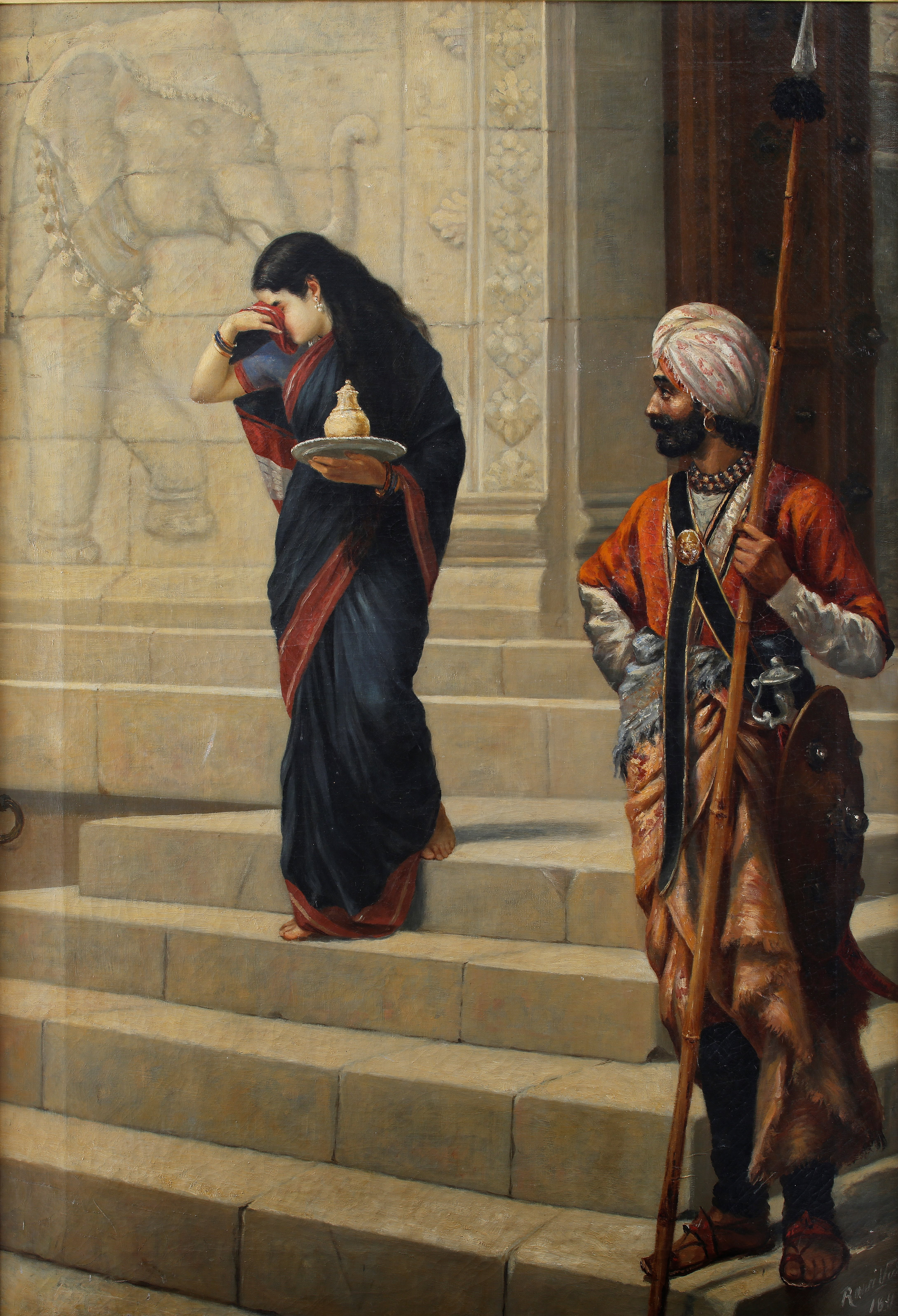
Draupadi contrainte de se rendre chez Kichaka (peint par Raja Ravi Varma en 1891)

Fasciné par le « miracle des images animées » et inspiré par l'aspect novateur du film mythologique Raja Harishchandra (1913) de Dadasaheb Phalke, Rangaswamy Nataraja Mudaliar, un concessionnaire automobile prospère installé à Madras, s'enthousiasme pour le cinéma dès le début des années 1910,. Il apprend alors la photographie et la réalisation cinématographique auprès de Francis Stewart, un cinématographe britannique installé à Pune qui avait travaillé comme « cinématographe officiel » lors du darbâr de 1903 organisé à Delhi par le vice-roi des Indes Lord Curzon,. R. Nataraja Mudaliar achète ensuite pour 1 800  une caméra Williamson 35 mm et une tireuse à Marudappa Moopanar, un riche propriétaire terrien de Thanjavur qui était aussi photographe et avait filmé les cérémonies du couronnement de George V en 1911,. 
R. Nataraja Mudaliar crée en 1915 la Indian Film Company, la première maison de production d'Inde du Sud, avec l'aide de son riche cousin et associé dans son affaire automobile S.M. Dharmalinga Mudaliar,. Il aménage avec l'aide d'investisseurs associés un studio de cinéma sur Miller's Road à Purasawalkam, dans un bungalow nommé Tower House,. Il réalise son premier film l'année suivante : Keechaka Vadham.
Par l'intermédiaire de son ami C. Rangavadivelu, un avocat et comédien amateur connu pour ses rôles féminins dans la troupe  Suguna Vilasa Sabha (en), il fait la connaissance du dramaturge Pammal Sambandha Mudaliar. Ce dernier lui suggère d'adapter l'histoire de Draupadi et Kichaka tirée du Livre de Virata du Mahabharata. Des proches de R. Nataraja Mudaliar rejettent cette idée, affirmant que l'histoire serait inappropriée. P. Sambandha Mudaliar le convainc toutefois de poursuivre, arguant que ce récit mythologique est connu du grand public,. C. Rangavadivelu l'aide à écrire le scénario du film, R. Nataraja Mudaliar n'étant pas un professionnel de l'écriture. Certains historiens de cinéma indiquent également que R. Nataraja Mudaliar se serait inspiré des peintures de Raja Ravi Varma pour adapter le récit,,. Il choisit les comédiens de théâtre Raju Mudaliar et Jeevarathnam respectivement pour les rôles de Kichaka et Draupadi.

### Tournage

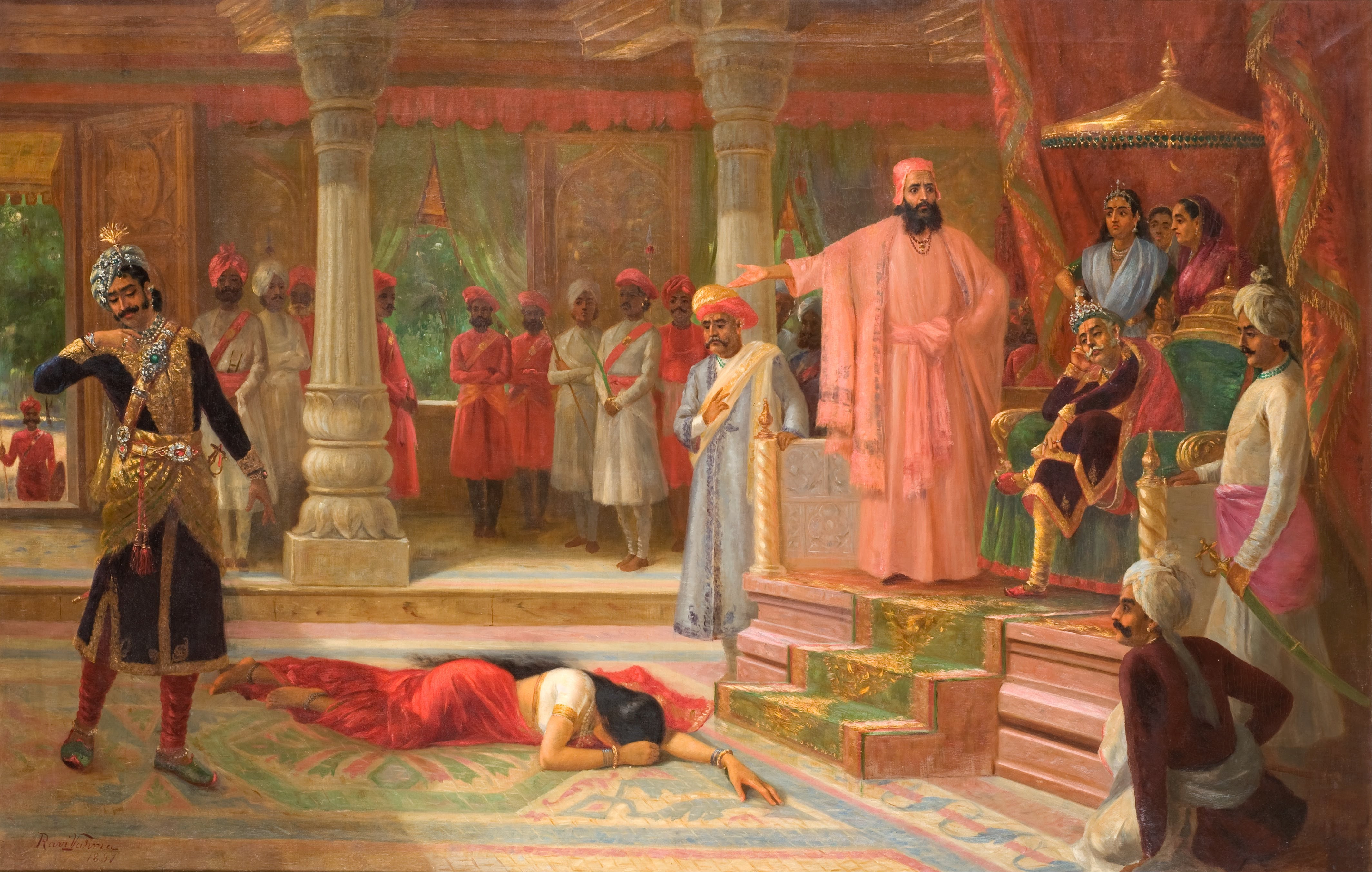
Draupadi humiliée par Kichaka (à gauche) sous les yeux de Yudhishthira (à droite) (peint par Raja Ravi Varma)

La production de Keechaka Vadham nécessite un budget total de 35 000 , un montant assez élevé pour l'époque,. Débuté à la fin de l'année 1916, le tournage dure environ 35 jours. R. Nataraja Mudaliar fait importer la pellicule de Londres avec l'aide d'un dénommé Carpenter, qui travaille pour la section bombayenne de l'entreprise Kodak. Le film est éclairé en lumière naturelle, tamisée par un fin morceau de tissu blanc qui recouvre la large structure ouverte servant de lieu de tournage. Plusieurs scènes sont également tournées en extérieur. C. Rangavadivelu conseille les acteurs durant le tournage,. R. Nataraja Mudaliar actionne la caméra, réalise, produit et monte le film, assisté uniquement par Jagannatha Achari, un ami acteur qu'il avait fait former à Pune auprès de Francis Stewart,.
Keechaka Vadham est enregistré au rythme de 16 images par seconde (la vitesse standard des films muets de la Indian Film Company), avec des intertitres en anglais, en tamoul et en hindi. Les intertitres tamouls et hindis sont rédigés respectivement par P. Sambandha Mudaliar et Devdas Gandhi, tandis que ceux en anglais sont écrits par R. Nataraja Mudaliar avec l'aide de son oncle, le Dr. Guruswamy Mudaliar, et de Thiruvenkataswamy Mudaliar, un professeur du Pachaiyappa's College,.
Le négatif est traité à Bangalore où R. Nataraja Mudaliar établit un laboratoire dirigé par son assistant Narayanaswami Achari. Il n'y a en effet aucun laboratoire de ce type à Madras et R. Nataraja Mudaliar pensait que le climat plus frais de Bangalore était « plus adapté à sa pellicule exposée ». Les rushes sont expédiés quotidiennement au laboratoire et il se rend à Bangalore tous les week-ends pour y superviser le traitement les images, revenant le lundi sur le lieu de tournage,. Finalement, le film atteint une longueur d'environ 6 000 pieds, soit à peu près 1 800 m,,. Joué en moyenne à 16 images par seconde, la projection devait durer environ 100 minutes.

## Sortie et postérité

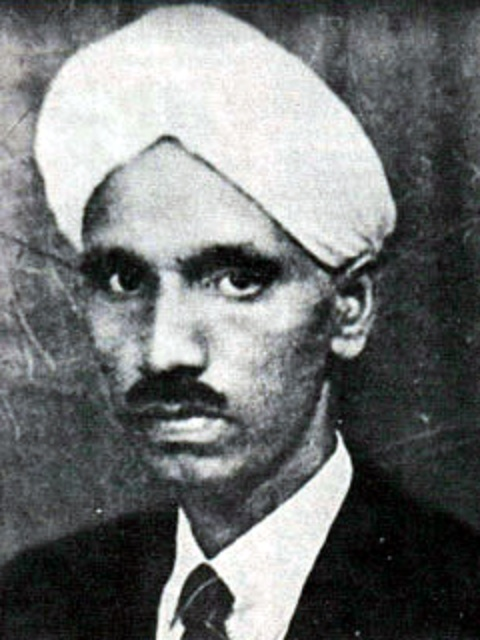
R. Nataraja Mudaliar dans les années 1920

Keechaka Vadham sort en salle probablement peu après avoir été réalisé, c'est-à-dire au début de 1917. Il ressort plusieurs fois au cours des années qui suivent, notamment pendant deux semaines début 1918 à l'Elphinstone Theatre de Madras, et en juillet 1919 au Majestic de Bombay,. Sa distribution à Bombay est assurée par Ardeshir Irani tandis que les droits pour le Bengale sont gérés par J.F. Madan. Le film est vu dans tout le Raj britannique et dans des villes aussi éloignées que Karachi ou Rangoun. 
Le film génère 50 000  de recette d'exploitation après sa diffusion en Inde, en Birmanie, à Ceylan, aux États malais fédérés et à Singapour. Le film rapporte donc finalement 15 000 , ce que l'historien S. Muthiah décrit comme un « petit profit à cette époque ». Le quotidien The Mail indique à l'occasion du vingtième anniversaire de sa sortie que « le film n'avait pas été un succès complet ». Pourtant en 2003, l'écrivain Firoze Rangoonwalla rappelle qu'une analyse du même journal fait l'éloge du film : « il a été préparé avec grand soin et fait salle comble ». Randor Guy affirme que R. Nataraja Mudaliar a « créé l'histoire » grâce aux critiques et au succès commercial du film.
Enthousiasmé par la réussite de Keechaka Vadham, R. Nataraja Mudaliar se lance dans la réalisation de Draupadi Vastrapaharanam (1917) qu'il tourne dans les mêmes décors, et toujours avec l’acteur Raju Mudaliar tandis que le rôle principal de Draupadi est cette fois interprété par Violet Berry, une actrice anglaise. Il poursuit dans les années qui suivent avec quatre autres films mythologiques : Lava Kusa (1919), Shiva Leela (1919), Rukmini Satyabhama (1922) et Mahi Ravana (1923),. En désaccord avec ses associés, il met un terme définitif à sa carrière cinématographique en 1923, après la mort de son fils unique et un incendie qui détruit sa maison de production,. 
R. Nataraja Mudaliar est considéré comme le père du cinéma tamoul. Ses œuvres ont fortement contribué à la création de l'industrie du cinéma d'Inde du Sud (en). Elles ont notamment inspiré R.S. Prakash, le fils de Raghupathi Venkaiah Naidu, ainsi que J. C. Daniel,,
Aucune copie de Keechaka Vadham ne subsiste aujourd'hui, ce qui fait du premier film d'Inde du Sud un film perdu,,.